# Né
Pour les articles homonymes, voir Né (homonymie).
Le Né est une rivière du sud-ouest de la France et un affluent gauche de la Charente. Il arrose les départements de la Charente et Charente-Maritime, en région Nouvelle-Aquitaine. Il délimite en partie la frontière sud entre la Grande et la Petite Champagne, appellation d'origine contrôlée des crus du  Cognac.

## Géographie
Le Né prend sa source à côté de Voulgézac, près de Blanzac-Porcheresse, sur la commune de Bécheresse à une altitude de 160 mètres, près du lieu-dit chez Baraud. 
Il coule globalement du sud-est vers le nord-ouest en traversant l'Ouest de la Charente, puis il passe en limite de la Charente-Maritime sur 18 km avant de confluer dans la Charente à Salignac-sur-Charente près du lieu-dit le Port du Lys, en limite avec la commune de Merpins et en face de la commune de Saint-Laurent-de-Cognac, à l'altitude de 4 mètres.
Sa pente est faible et les zones inondables formaient des marais envisageables de réinstaller comme zones tampons des inondations. Le Né a une longueur de 66,1 km.

### Communes et cantons traversés
Le Né traverse 28 communes et 7 cantons :
- dans l'ordre amont vers aval : Bécheresse (source), Voulgézac, Pérignac, Blanzac-Porcheresse, Saint-Léger, Péreuil, Ladiville, Nonaville, Vignolles, Viville, Saint-Médard, Touzac, Barbezieux-Saint-Hilaire, Lagarde-sur-le-Né, Lachaise, Criteuil-la-Magdeleine, Verrières, Saint-Palais-du-Né, Cierzac, Saint-Fort-sur-le-Né, Germignac, Saint-Martial-sur-Né, Celles, Salles-d'Angles, Gimeux, Ars, Salignac-sur-Charente (confluence), Saint-Laurent-de-Cognac.

Soit en termes de cantons, le Né prend source dans le canton de Blanzac-Porcheresse, traverse les canton de Barbezieux-Saint-Hilaire, canton de Châteauneuf-sur-Charente, canton de Segonzac, canton d'Archiac, canton de Cognac-Sud, conflue sur le canton de Pons.

## Affluents
Le Né a 18 affluents référencés dont 17 par le Sandre :
- le ruisseau de Font Coulon (rg) 3,6 km sur Pérignac.
- le ruisseau de la Font des Filles (rg) 2,8 km sur Saint-Léger.
- l' Arce[3] (rg) 22,4 km sur neuf communes avec cinq affluents.
- le ruisseau le Ruiné (rd) 6,1 km sur les trois communes de Aubeville, Blanzac-Porcheresse et Péreuil.
- l’Écly (rd) 12,6 km sur les huit communes de Aubeville, Champagne-Vigny, Étriac, Jurignac, Ladiville, Mainfonds, Péreuil et Plassac-Rouffiac.
- la Maury (rg) 24,1 km sur douze communes avec deux affluents.
- le ruisseau de Chadeuil (rd) 7,3 km sur les deux communes de Malaville et Viville.
- le Beau[3] (rg) 22,4 km sur huit communes et avec deux affluents.
- le ruisseau de chez Mathé (rg) 5,1 km sur les deux communes de Barbezieux-Saint-Hilaire et Barret.
- le ruisseau des Fontaines Blanches (rg) 4,4 km sur les trois communes de Barret, Lachaise, Saint-Eugène.
- le ruisseau de la Fontaine de Bagot (rg) 1,8 km sur les deux communes de Criteuil-la-Magdeleine et Lachaise.
- le Collinaud (rd) 14,4 km sur les cinq communes de Bonneuil, Ambleville, Lignières-Sonneville, Criteuil-la-Magdeleine, et Verrières.
- le ruisseau la Motte (rd) 5,5 km sur les quatre communes de Angeac-Champagne, Juillac-le-Coq, Saint-Fort-sur-le-Né, Salles-d'Angles.
- le Pérat (rg) 3,7 km sur les deux communes de Saint-Martial-sur-Né et Salles-d'Angles.
- Le Biget (rg) (commune d'Ars)[4]
- le Biau de Langlade (rd) 2,5 km sur les quatre communes d'Ars, Gimeux, Merpins et Salignac-sur-Charente, qui aussi un bras du Né et donc un défluent[5].
- le ruisseau des Chintres (rg) 2,6 km sur la seule communes de Salignac-sur-Charente.

## Hydrologie
Débit de pointe en décembre 1982 : 80 m3/s.
Le Né a plusieurs stations hydrométriques sur son cours :
- à Nonaville (Pont-à-Brac), station R406000101.
- à Salles-d'Angles, station R4122520 (1969-1999), à l'altitude 30 mètres pour un bassin versant de 602 km2 et un module de 5,26 m3/s.
- à Salles-d'Angles, les Perceptiers (total[Quoi ?]), station R4122523 (1994-2012), à 20 mètres d'altitude pour un bassin versant de 602 km2 et un module de 4,80 m3/s[2].

## Natura 2000
L'ensemble formé par la rivière le Né et ses principaux affluents a été désigné comme zone spéciale de conservation au titre de la Directive habitats, faune, flore de 1992 et fait partie du réseau européen Natura 2000 depuis 2013. 
Le site Natura 2000 de la vallée du Né forme un ensemble alluvial s’étirant sur plus de 4 600 ha, et s’étend sur 57 communes et deux départements : la Charente (52 communes sur environ 4 200 ha) et la Charente-Maritime (cinq communes sur environ 400 ha).
L’intérêt majeur du site réside dans la présence d’une population de vison d'Europe (Mustela lutreola), espèce d'intérêt communautaire en voie de disparition en Europe Occidentale. Le vison d'Europe est un petit mammifère carnivore, inféodé aux zones humides des vallées alluviales. 

## Bourgs traversés
- Blanzac-Porcheresse
- Merpins

## Hydronymie et toponymes
Les formes anciennes sont « aquam vocatam Net » vers 1090, « usque ad Ne » vers 1145, « in riberia Neti et in terris ultra Netum » au XIIe siècle, « prope Nedum » en 1229, « prope fluvium Ne » dans le premier quart du XIIIe siècle, « in loco qui dicitur Capd Nedi » vers 1300. Peut-être une racine celte.
Le Né a donné son nom à quatre communes : Lagarde-sur-le-Né, Saint-Fort-sur-le-Né, Saint-Martial-sur-Né, Saint-Palais-du-Né.